# Guillermo Endara
Guillermo David Endara Galimany (Ciudad de Panamá, 12 de mayo de 1936-28 de septiembre de 2009) fue un político y abogado panameño que sirvió como el 32.° presidente Constitucional de la República de Panamá desde el 20 de diciembre de 1989 hasta el 1 de septiembre de 1994. Fue el primer presidente que asumió tras el fin del régimen militar, desmantelado luego de la invasión estadounidense de 1989.

## Biografía
Con ascendientes ecuatorianos por parte del padre y españoles por parte de la madre, es hijo de Guillermo Endara Paniza, pionero de la radiodifusión panameña y empresario. El joven recibió la educación primaria en el Colegio Miramar de la ciudad de Panamá y, luego de emigrar temporalmente la familia por motivo del golpe de Estado de 1941, en el Colegio La Salle de los Hermanos Cristianos en Buenos Aires, y la secundaria en Estados Unidos, en el Black-Foxe Military Institute de California.
Realizó estudios de Pre-Medicina en la Universidad de Tulane y Contabilidad en el Seale Business College de Nueva Orleans, Estados Unidos, pero terminó por licenciarse en Derecho y Ciencias Políticas en la Universidad de Panamá y realizó un posgrado en Derecho Anglo-estadounidense en la Universidad de Nueva York, Estados Unidos.
Se casó con Marcela Cambra Navarro en 1962, y en 1963 se convirtió en padre de Marcela Endara, quien le dio tres nietos: Javier Guillermo Yap Endara, Jacob Guillermo Domínguez Endara y Marcela Domínguez Endara.
Al retornar a Panamá, se dedicó a ejercer como abogado. En 1964 comenzó a participar de campañas políticas en San Miguelito y Curundú. En 1984 fue subsecretario del Partido Panameñista Auténtico.

## Carrera presidencial
En 1961, figuró entre los militantes fundadores del Partido Panameñista (PaPa). Desde la década de 1930, el panameñismo había dado lugar sucesivamente al Partido Nacionalista Revolucionario (PNR) y al Partido Revolucionario Auténtico (PRA), los predecesores del Partido Panameñista. En las elecciones del 10 de mayo de 1964, que colocaron en la Presidencia de la República al liberal Marco Aurelio Robles Méndez, Endara es elegido diputado suplente, aunque luego solicitó y obtuvo la nulidad de sus credenciales como legislador electo en protesta por el fraude del que habían sido objeto otros compañeros de lista del PaPa.[cita requerida]
Cuando su partido llegó al poder cuatro años después, se desempeñó como director general de Planificación y Política Económica, lo cual solo duró diez días. Después del golpe de Estado militar, integró la lista de perseguidos políticos de la dictadura, viéndose obligado a operar en la clandestinidad. A partir de 1969 comenzó una etapa de constantes exilios que discurrieron primero en la Zona del Canal, en casa de una tía suya que estaba casada con un coronel médico del Ejército estadounidense, luego en Guatemala y finalmente en Miami, después de ser arrestado por la policía política de Torrijos.
Al regresar del exilio, alcanzó en 1979 la Subsecretaría General del Papa, en 1982 representó al partido en la Comisión Revisora de la Constitución Política y en 1981, en la Convención Nacional Constitutiva del PPA celebrada el 14 de agosto de aquel año en Penonomé, provincia de Coclé, fue elegido subsecretario general del partido.
El PPA acudió a las elecciones generales del 6 de mayo de 1984, primeras democráticas en 16 años, en el seno de la Alianza Democrática de Oposición (ADO), también integrada por el Partido Demócrata Cristiano (PDC) y el Movimiento Liberal Republicano Nacionalista (MOLIRENA). Las elecciones fueron ganadas por la Unión Nacional Democrática (UNADE), encabezada por el Partido Revolucionario Democrático (PRD) fundado por el difunto Omar Torrijos. El nuevo presidente fue Nicolás Ardito Barletta.

## Presidencia (1989-1994)
Fue elegido presidente el 7 de mayo de 1989, mediante una Alianza de Partidos Políticos de Oposición (ADOC) con el 71,2 % de los votos contra el 28,4 % del candidato del Partido Revolucionario Democrático (PRD) que estaba amparado bajo el dictador Manuel Noriega, quien se negó a reconocer su derrota, y mandó a reprimir a Endara y al Segundo Vicepresidente electo Guillermo Ford cuando éstos andaban en una caravana proclamando su triunfo. Esto junto a la muerte de un soldado estadounidense por fuerzas de Panamá fue la razón del gobierno estadounidense, encabezado por George H. W. Bush, para la Invasión de Panamá por tropas del Ejército de Estados Unidos en diciembre de 1989. El miércoles 20 de diciembre de 1989, mientras los estadounidenses bombardeaban distintos puntos de la capital panameña, Endara fue juramentado como Presidente Constitucional de Panamá, en una ceremonia realizada dentro de una base militar de Estados Unidos, ubicada en la Zona del Canal.
En 1990 fue uno de los fundadores del Partido Arnulfista, pero años después se distanció del partido por diferencias de opinión con la presidenta del Partido, Mireya Moscoso.
Durante su gobierno mejoró la situación económica del país, ya que en 1990 el producto interno bruto cayó un 7.5 % debido a la crisis económica que dejó la dictadura militar, durante 1992 el PIB creció un 8 %. También restableció las instituciones democráticas, impulsó la reforma constitucional que creó la Autoridad del Canal de Panamá y creó la Autoridad de la Región Interoceánica.
En 1994, le sucedió el Gobierno el Candidato del PRD Ernesto Pérez Balladares.

## Tras la presidencia
En 2004 se postuló para las elecciones como candidato del Partido Solidaridad, y quedó en segunda posición con el 30.8 % de los votos, detrás de Martín Torrijos Espino; logró ser la primera figura en romper el bipartidismo prd-arnulfista.
En 2009 se postuló a las elecciones presidenciales panameñas del domingo 3 de mayo de ese año en las que solamente obtuvo 2,38 % de los votos válidos expresados (+-34.773 votos).

## Últimos años
Después de las elecciones de 2004 renunció al Partido Solidaridad y formó un nuevo partido político llamado Vanguardia Moral de la Patria con varios seguidores y algunos ciudadanos y fue uno de los candidatos para volver a la presidencia de República de Panamá en las elecciones generales de mayo de 2009. A mediados de enero de 2009 intentó aliarse con el Partido Panameñista, pero pocos días después fracasaron las negociaciones. Posteriormente el Partido Panameñista se uniría con el partido Cambio Democrático, unificando a casi todos los partidos de oposición bajo la candidatura de Ricardo Martinelli, con la excepción del partido de Endara, que insistió en no unirse a dicha coalición.[cita requerida]
El partido del expresidente no consiguió la cuota para sobrevivir políticamente y quedó en un último lugar, causando su retiro de la política.
El 27 de junio fue hospitalizado debido a una insuficiencia renal. Unos días después fue dado de alta, pero murió el 28 de septiembre de 2009 en su domicilio.